# Niżarowo
Niżarowo (ros. Нижарово) – wieś (dieriewnia) w Rosji, w Czuwaszji, w rejonie jantikowskim. W 2010 liczyła 504 mieszkańców.